# Новосидоровский сельский округ
Новосидоровский сельский округ — упразднённая административно-территориальная единица, существовавшая на территории Шатурского района Московской области в 1994—2004 годах.
Административным центром была деревня Новосидориха.

## История

### 1918—1994 годы. Новосидоровский сельсовет
В 1923 году Новосидоровский сельсовет находился в составе Лузгаринской волости Егорьевского уезда Московской губернии.
В 1926 году в состав Новосидоровского сельсовета вошла территория упразднённого Ботинского сельсовета. Таким образом, к началу 1927 года в составе сельсовета находились деревни Новосидориха, Ботино, Тарбеиха и Гавриловская.
В ходе реформы административно-территориального деления СССР в 1929 году к Новосидоровскому сельсовету был присоединён Воронинский сельсовет, укрупнённый сельсовет вошёл в состав Шатурского района Орехово-Зуевского округа Московской области. В 1930 году округа были упразднены.
В июле 1933 года Новосидоровский сельсовет был передан из упразднённого Шатурского района в административное подчинение Шатурскому горсовету.
11 октября 1956 года сельсовет передан вновь образованному Шатурскому району.
В конце 1962 года в ходе реформы административно-территориального деления Шатурский район был упразднён, а его сельская территория (сельсоветы) включена в состав вновь образованного Егорьевского укрупнённого сельского района.
11 января 1965 года Егорьевский укрупненный сельский район был расформирован, а на его месте были восстановлены Егорьевский и Шатурский районы. Новосидоровский сельсовет вновь вошёл в состав Шатурского района.
В августе 1965 года Новосидоровскому сельсовету был передан посёлок Красные Луга Алексино-Шатурского сельсовета Егорьевского района.

### Новосидоровский сельский округ
В 1994 году в соответствии с новым положением о местном самоуправлении в Московской области Новосидоровский сельсовет был преобразован в Новосидоровский сельский округ.
В 1999 году в состав Новосидоровского сельского округа входило 5 населённых пунктов: деревни Новосидориха, Ботино, Гавриловская, Воронинская и посёлок Красные луга.
29 сентября 2004 года деревня Ботино Новосидоровского сельского округа была включена в черту города Шатуры, сам сельский округ упразднён, а его территория вошла в состав Кривандинского сельского округа.